# الوی د لا ایگلسیا
اِلوی دِ لا ایگلسیا (اسپانیایی: Eloy de la Iglesia‎؛ ‏ ۱ ژانویهٔ ۱۹۴۴ – ۲۳ مارس ۲۰۰۶) فیلم‌نامه‌نویس و کارگردان فیلم اهل اسپانیا بود. وی بین سال‌های ۱۹۶۶ تا ۲۰۰۳ میلادی فعالیت می‌کرد.
از فیلم‌ها یا مجموعه‌های تلویزیونی که وی در آن‌ها نقش داشته است، می‌توان به فانتزی ۳، گروگان‌هایی در باریو، بیش‌مصرفی، رفقا و چاقوکش‌ها اشاره نمود.